# Kitty Laméris

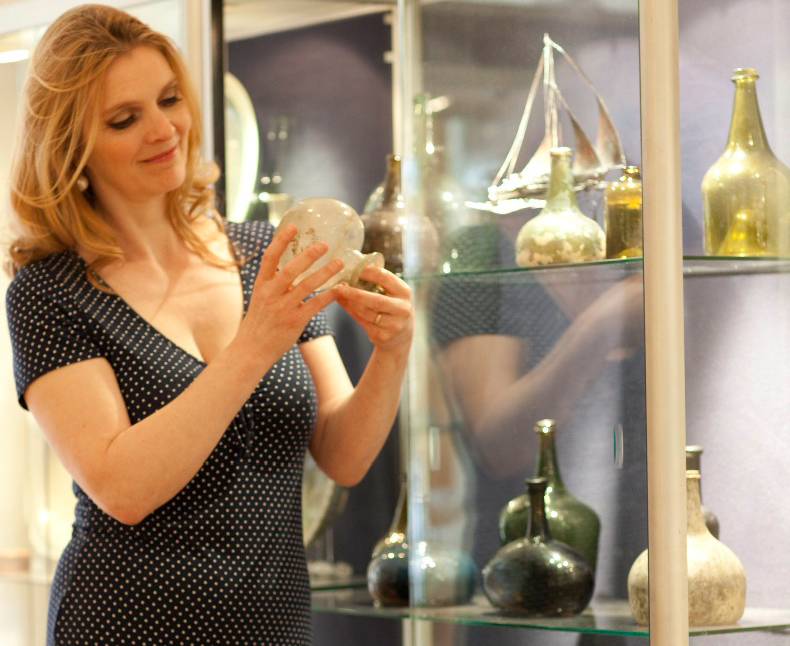
Kitty Lameris Foto Karin Kohnstamm

Kitty Laméris is een Nederlands expert op het gebied van glas en keramiek. 

## Opleiding
Laméris' vader Frides Laméris zag graag dat zijn dochter in zijn kunsthandel zou komen werken. Maar zij wilde journaliste worden en studeerde Italiaanse taal- en letterkunde om daarna een boek te schrijven over Rome. Zij woonde een paar jaar in Rome, waar ze steeds meer gefascineerd raakte door antiek glas. Ze keerde terug op haar besluit en ging aan het werk in de kunsthandel van haar ouders in Amsterdam. Ze is getrouwd met relatietherapeut Jean-Pierre van de Ven, met wie zij zelf in relatietherapie ging om hun huwelijk te redden.

## Publieke optredens
Haar kennis van glas en keramiek laat zij regelmatig zien in het AVROTROS-programma Tussen Kunst & Kitsch op NPO 1.

## Tentoonstellingen
In 1991 organiseerde Laméris samen met haar vader een tentoonstelling over Venetiaans en façon de Venise glas in de Nieuwe Kerk te Amsterdam. 
Kitty Laméris is samensteller van de tentoonstelling 'Glas als ijsbreker' (1 april 2022 - 1 november 2022) in het Nationaal Glasmuseum in Leerdam.  Deze tentoonstelling is gewijd aan een bijzondere categorie glazen: fop- of schertsglazen.

## Publicaties
- Kitty Laméris, A collection of filigrana glass. Amsterdam: Frides Laméris Art and Antiques, 2012
- Kitty Laméris en Marc Barreda, Schertsglazen - vernuftig drinkvermaak. Amsterdam: Walburg Pers, 2022